# Brixia montana
Brixia montana är en insektsart som beskrevs av Synave 1965. Brixia montana ingår i släktet Brixia och familjen kilstritar. Inga underarter finns listade i Catalogue of Life.